# Georges Miez
Georges Miez (Töss, 2 oktober 1904 - Savosa, 17 april 1999) was een Zwitsers turner. Miez nam viermaal deel aan de Olympische Zomerspelen, en won hierbij vier gouden medailles, in verschillende onderdelen, drie zilveren en één bronzen medaille. Miez is de meest gelauwerde olympische deelnemer namens Zwitserland, alleen de skispringer Simon Ammann heeft ook vier gouden medailles behaald voor Zwitserland. Miez nam eenmaal deel aan de wereldkampioenschappen en behaalde daar twee wereldtitels en een zilveren medaille.

## Resultaten

### Olympische Zomerspelen
| Jaar | Plaats      | Resultaten                                                                                             |
| ---- | ----------- | --- |
| 1924 | Parijs      | 24e in de meerkamp in de landenwedstrijd 5e aan de rekstok                                             |
| 1928 | Amsterdam   | in de meerkamp in de landenwedstrijd aan de rekstok op het paard-voltige 4e op sprong 8e aan de ringen |
| 1932 | Los Angeles | op de vloer                                                                                            |
| 1936 | Berlijn     | op de vloer in de landenwedstrijd 8e op sprong 14e in de meerkamp                                      |

### Wereldkampioenschappen turnen
| Jaar | Plaats    | Resultaten                                           |
| ---- | --------- | ---------------------------------------------------- |
| 1934 | Boedapest | op de vloer · in de landenwedstrijd · aan de rekstok |

1896: Hermann Weingärtner ·
1904: Anton Heida, Edward Hennig ·
1924: Leon Štukelj ·
1928: Georges Miez ·
1932: Dallas Bixler ·
1936: Aleksanteri Saarvala ·
1948: Josef Stalder ·
1952: Jack Günthard ·
1956: Takashi Ono ·
1960: Takashi Ono ·
1964: Boris Sjachlin ·
1968: Akinori Nakayama, Mikhail Voronin ·
1972: Mitsuo Tsukahara ·
1976: Mitsuo Tsukahara ·
1980: Stojan Deltsjev ·
1984: Shinji Morisue ·
1988: Vladimir Artemov, Valery Ljoekin ·
1992: Trent Dimas ·
1996: Andreas Wecker ·
2000: Aleksej Nemov ·
2004: Igor Cassina ·
2008: Zou Kai ·
2012: Epke Zonderland ·
2016: Fabian Hambüchen ·
2020: Daiki Hashimoto · 
2024: Shinnosuke Oka
1900: Gustave Sandras ·
1904: Julius Lenhart ·
1908: Alberto Braglia ·
1912: Alberto Braglia ·
1920: Giorgio Zampori ·
1924: Leon Štukelj ·
1928: Georges Miez ·
1932: Romeo Neri ·
1936: Alfred Schwarzmann ·
1948: Veikko Huhtanen ·
1952: Viktor Tsjoekarin ·
1956: Viktor Tsjoekarin ·
1960: Boris Sjachlin ·
1964: Yukio Endo ·
1968: Sawao Kato ·
1972: Sawao Kato ·
1976: Nikolaj Andrianov ·
1980: Aleksandr Ditjatin ·
1984: Koji Gushiken ·
1988: Vladimir Artemov ·
1992: Vitali Tsjerbo ·
1996: Li Xiaoshuang ·
2000: Aleksej Nemov ·
2004: Paul Hamm ·
2008: Yang Wei ·
2012: Kōhei Uchimura ·
2016: Kōhei Uchimura ·
2020: Daiki Hashimoto ·
2024: Shinnosuke Oka
1932: István Pelle ·
1936: Georges Miez ·
1948: Ferenc Pataki ·
1952: William Thoresson ·
1956: Valentin Moeratov ·
1960: Nobuyuki Aihara ·
1964: Franco Menichelli ·
1968: Sawao Kato ·
1972: Nikolaj Andrianov ·
1976: Nikolaj Andrianov ·
1980: Roland Brückner ·
1984: Li Ning ·
1988: Sergei Charkow ·
1992: Li Xiaoshuang ·
1996: Ioannis Melissanidis ·
2000: Igors Vihrovs ·
2004: Kyle Shewfelt ·
2008: Zou Kai · 
2012: Zou Kai · 
2016: Max Whitlock · 
2020: Artem Dolgopyat · 
2024: Carlos Yulo
1904: Grieb, Hess, Heida, Kassell, Lenhart, Reckeweg ·
1908: Åsbrink, Bertilsson, Cedercrona, Cervin, Degermark, Folcker, Forssman, Granfelt, Hårleman, Hellsten, Höjer, Holmberg, Holmberg, Holmberg, Jahnke, Jarlén, Johnsson, Johnsson, von Kantzow, Landberg, Lanner, Ljung, Moberg, Norberg, Norberg, Norberg, Norling, Norling, Olson, Peterson, Rosén, Rosenquist, Sjöblom, Sörvik, Sörvik, Svensson, Vingqvist, Widforss ·
1912: Bianchi, Boni, Braglia, Domenichelli, Fregosi, Gollini, Loi, Maiocco, Mangiante, Mangiante, Mazzarocchi, Romano, Salvi, Savorini, Tunesi, Zampori, Zanolini, Zorzi ·
1920: Andreoli, Bellotto, Bianchi, Bonatti, Cambiaso, Contessi, Costigliolo, Costigliolo, Domenichelli, Ferrari, Fregosi, Ghiglione, Levati, Loi, Lucchetti, Maiocco, Mandrini, Mangiante, Marovelli, Mastromarino, Paris, Pastorini, Roselli, Salvi, Tubino, Zampori, Zorzi ·
1924: Cambiaso, Lertora, Lucchetti, Maiocco, Mandrini, Martino, Paris, Zampori ·
1928: Grieder, Güttinger, Hänggi, Mack, Miez, Pfister, Steinemann, Wezel ·
1932: Capuzzo, Guglielmetti, Lertora, Neri, Tognini ·
1936: Beckert, Frey, Schwarzmann, Stadel, Stangl, Steffens, Volz, Winter ·
1948: Aaltonen, Huhtanen, Laitinen, Rove, Saarvala, Salmi, Savolainen, Teräsvirta ·
1952: Beljakov, Berdijev, Korolkov, Leonkin, Moeratov, Perelman, Sjaginjan, Tsjoekarin ·
1956: Azarjan, Moeratov, Sjachlin, Stolbov, Titov, Tsjoekarin ·
1960: Aihara, Endo, Mitsukuri, Ono, Takemoto, Tsurumi ·
1964: Endo, Hayata, Mitsukuri, Ono, Tsurumi, Yamashita ·
1968: Endo, S. Kato, T. Kato, Kenmotsu, Nakayama, Tsukahara ·
1972: Kasamatsu, Kato, Kenmotsu, Nakayama, Okamura, Tsukahara ·
1976: Fujimoto, Igarashi, Kajiyama, Kato, Kenmotsu, Tsukahara ·
1980: Andrianov, Azarjan, Ditjatin, Makoets, Markelov, Tkatsjov ·
1984: Conner, Daggett, Gaylord, Hartung, Johnson, Vidmar ·
1988: Artemov, Bilozertsjev, Gogoladze, Charkow, Ljoekin, Novikov ·
1992: Belenki, Korobtsjinski, Misjoetin, Sjaripov, Tsjerbo, Voropajev ·
1996: Sergei Charkow, Krjoekov, Nemov, Podgorny, Troesj, Vasilenko, Voropajev ·
2000: Huang, Li, Xiao, Xing, Yang, Zheng ·
2004: Kashima, Mizutori, Nakano, Tomita, Tsukahara, Yoneda ·
2008: Chen, Huang, Li, Xiao, Yang, Zou ·
2012: Chen, Feng, Guo, Zhang, Zou ·
2016: Katō, Shirai, Tanaka, Uchimura, Yamamuro ·
2020: Abljazin, Beljavskij, Dalalojan, Nagorny ·
2024: Hashimoto, Kaya, Oka, Sugino, Tanigawa
- Gemeinsame Normdatei: 1021406589
- Historisch woordenboek van Zwitserland: 016317
- International Standard Name Identifier: 0000 0003 6980 1757
- Virtual International Authority File: 240179814
- WorldCat: E39PBJqbrvjq9D8WTQ3Yg39Rrq